# Roquettes
Roquettes is een gemeente in het Franse departement Haute-Garonne (regio Occitanie). De plaats maakt deel uit van het arrondissement Muret. Roquettes telde op 1 januari 2022 4.292 inwoners.

## Geografie
De oppervlakte van Roquettes bedroeg op 1 januari 2022 3,36 vierkante kilometer; de bevolkingsdichtheid was toen 1.277,4 inwoners per km².

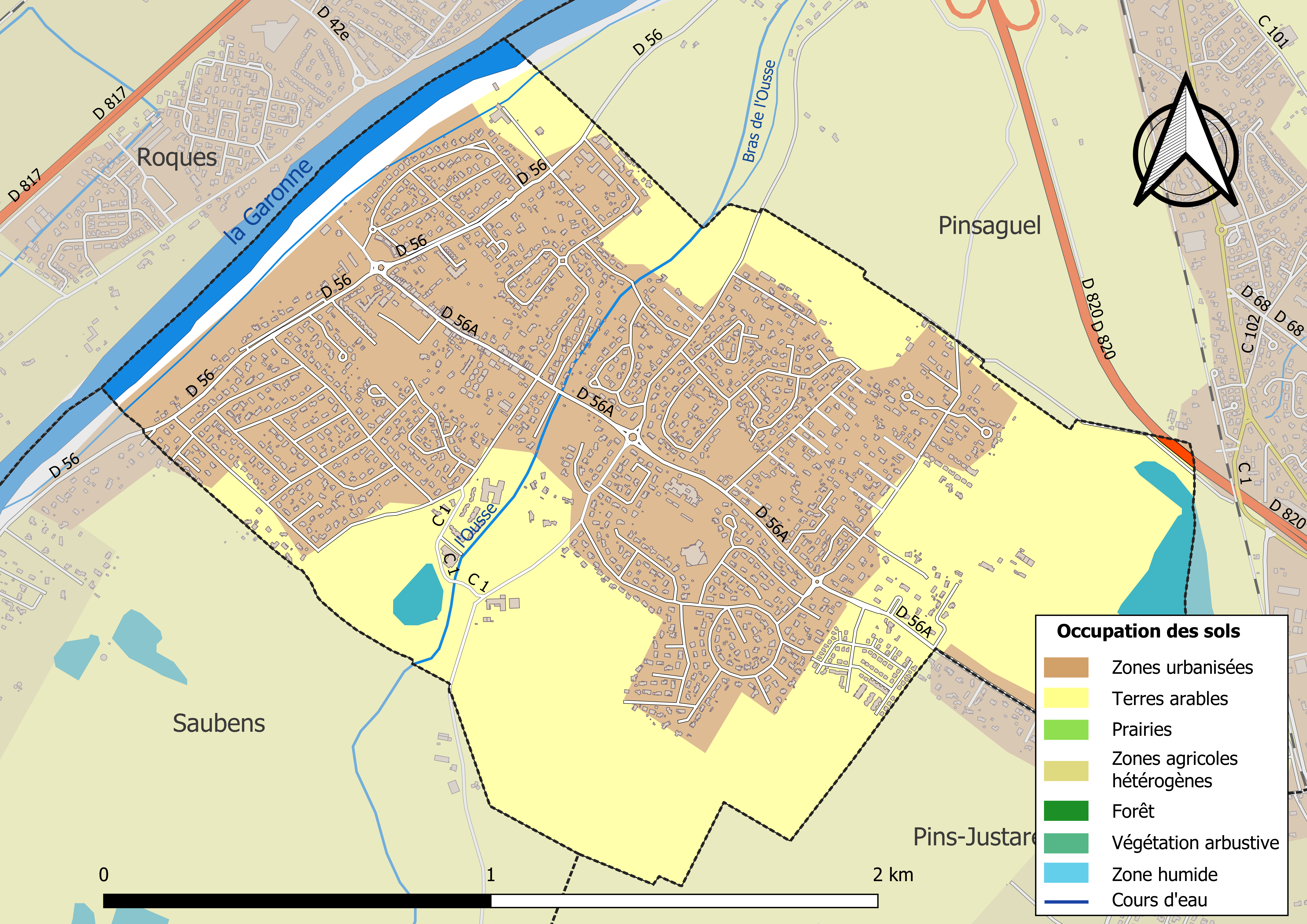
Kaart van de gemeente met belangrijkste infrastructuur, bodemgebruik en omliggende gemeenten

## Demografie
Onderstaande figuur toont het verloop van het inwonertal (bron: INSEE-tellingen).